# Некрасов, Евгений Львович
Евге́ний Льво́вич Некра́сов (12 октября 1956, Москва — 6 декабря 2022) — российский детский писатель, литературный деятель, член Союза писателей Москвы.

## Биография
Родился 12 октября 1956 года в семье служащих. Отец, Лев Михайлович Некрасов — ведущий конструктор, мать, Мария Ивановна Некрасова (Воронцова) — ведущий инженер. Учился в московской специализированной средней школе № 56 с углублённым изучением английского языка, в одном классе с Татьяной Митковой. После окончания школы работал токарем, грузчиком. В 1980 году окончил фармацевтический факультет Первого московского медицинского института. Позже служил на военно-медицинском складе, работал в аптеке. С 1985—1989 работал в еженедельнике «Литературная Россия». Как сам признавался Некрасов, в это издание он попал совершенно случайно:

"В 1985 г., имея около тридцати авторских листов никому ещё не показанной прозы (авт. лист — 24 страницы), зашёл с улицы в редакцию «Лит. России». Был убеждён, что это «Литгазета» (Там на здании вывеска «Издательство „Литературная газета“»). Ошибку обнаружил, когда опубликовали рассказ и пригласили работать сначала литконсультантом, затем в штат отдела русской литературы".

В 1989 году вышел первый сборник рассказов в «Современнике». С 1994 работал в еженедельной газете московской интеллигенции «Вечерний клуб»; главный редактор с 2000 года. Член Союза писателей Москвы с 1993 года. В 1998 году окончил Высшие литературные курсы, параллельно с учёбой работал в различных изданиях. Награждён премией журнала «Дружба народов» (1998). В 1998 году номинирован на Букеровскую премию за повесть «Коржик или Интимная жизнь без начальства» (ДН № 11-1998. Отдельным изданием книга вышла в издательстве ТЕКСТ в 2001. ISBN 5-7516-0270-6). Приблизительно в это время Евгений Некрасов начинает писать детские детективы. Первая повесть была написана для сына. Постепенно появилась серия «Суперсыщик по прозвищу Блин» или «Следствие ведет Блин». Всего 12 книг.

«В „Блине“ сверхидеей было — показать читателям разные профессии, исторические факты, страны и города. Вот я и рассказывал обо всём, что видел в жизни и знаю, а когда знаний не хватало, читал исторические и справочные книги».

После окончания серии о Блине появилась серия повестей «Муха — внучка резидента». Всего 6 книг. Оба цикла повестей печатались в серии детских детективов «Чёрный котёнок» (Эксмо). Сейчас издательство «Эксмо» переиздает повести по две в одной книге. В новых книгах о Блине старые повести обрамляются небольшими рассказами о жизни взрослого Блина. Точной информации о переиздании всех книг в таком формате нет. Также были переизданы первые четыре повести о Мухе, медленно, но пишется продолжение:

«…Я медленно пишу, потому что увлекся историей танков. Первая книжка вышла в журнале „Детская энциклопедия“, вторая давно готова, ждёт выхода, и третья почти написана. Когда их станет четыре в формате „Детской энциклопедии“ — по 100 000 знаков, попробую издать все под одной обложкой».

По словам Некрасова, он «заболел» новым героем — Сашей (героиня из рассказов о взрослой жизни Блина). Некоторые произведения были размещены в Интернете собственноручно автором. Женат, сыновья Дмитрий и Владимир, дочери Мария и Ольга. О жизни писателя известно крайне мало, поэтому в статье могут встречаться хронологические неточности.
Скончался 6 декабря 2022 года.

## Книги

### Серия «Суперсыщик по прозвищу Блин»
1. Блин — победитель мафии.
2. Блин — гроза наркобандитов.
3. Блин — секретный агент.
4. Блин и главная улика.
5. Блин — охотник за ворами.
6. Блин — сокрушитель террористов.
7. Блин против Деда Мороза.
8. Блин и неуловимые киллеры.
9. Блин и клад Наполеона.
10. Блин и зелёная макака.
11. Последнее дело Блина.
12. Золотая жила для Блина.

### Серия «Муха — внучка резидента»
1. Муха и сверкающий рыцарь (Муха — внучка резидента).
2. Муха и сбежавшая мумия (Муха и чемоданчик с бомбой).
3. Муха и влюбленный призрак (Муха и тени забытой пещеры; Сокровище забытой пещеры).
4. Муха и маленький вор (Муха против ЦРУ).
5. Диверсия Мухи.
6. Муха и самозванный принц.